# Carnaval rural ILEGAN
El Carnaval Rural ILEGAN es una fiesta que se celebra todos los años en los concejos alaveses de Ilarduia, Egino y Andoin, del municipio de Aspárrena. Se celebrar el sábado anterior al jueves de Lardero.

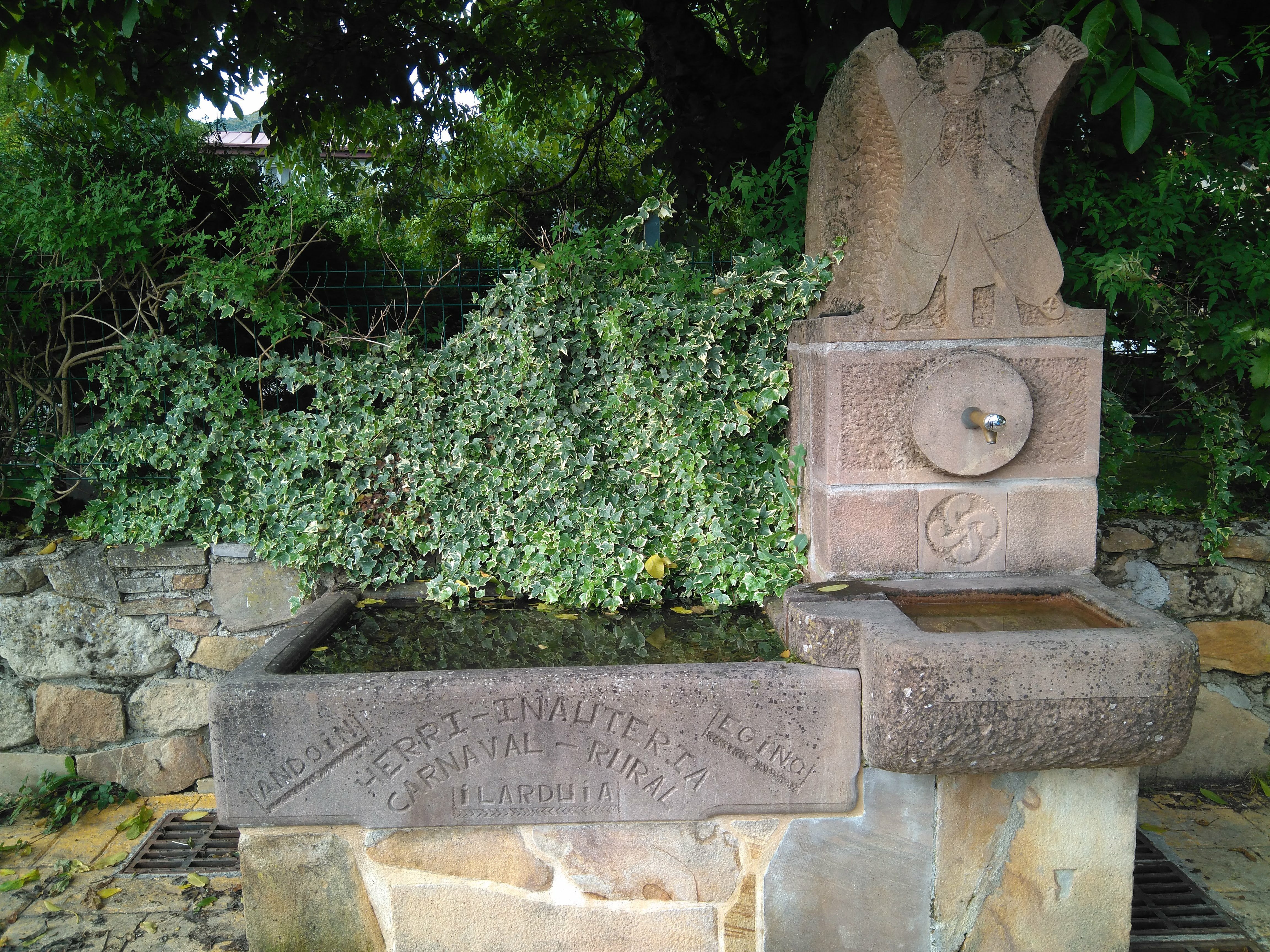
Fuente en Ilarduia, homenaje al carnaval rural ILEGAN.

## Historia
Antes de la guerra civil estos carnavales eran independientes (el último celebrado en Ilarduia se celebró en 1926-27) pero, su gran paralelismo de actos y personajes, les indujo a celebrarlos conjuntamente.Tras varios años de investigación, conversando con las personas mayores del pueblo para que les contasen las historias que recordaban sobre el carnaval rural", se recuperó  en 2007 gracias al trabajo vecinal (en 'auzolan') entre personas de las tres localidades. Con la colaboración, se creó la asociación ILEGAN (ILarduia, EGino y ANdoin).

## Descripción
El Carnaval Rural ILEGAN forma parte de lo que se denomina 'Ciclo de Fiestas de Invierno' carnaval tradicional, carnaval rural, en el que la naturaleza se presenta como protagonista a través de los diferentes personajes.

### Personajes

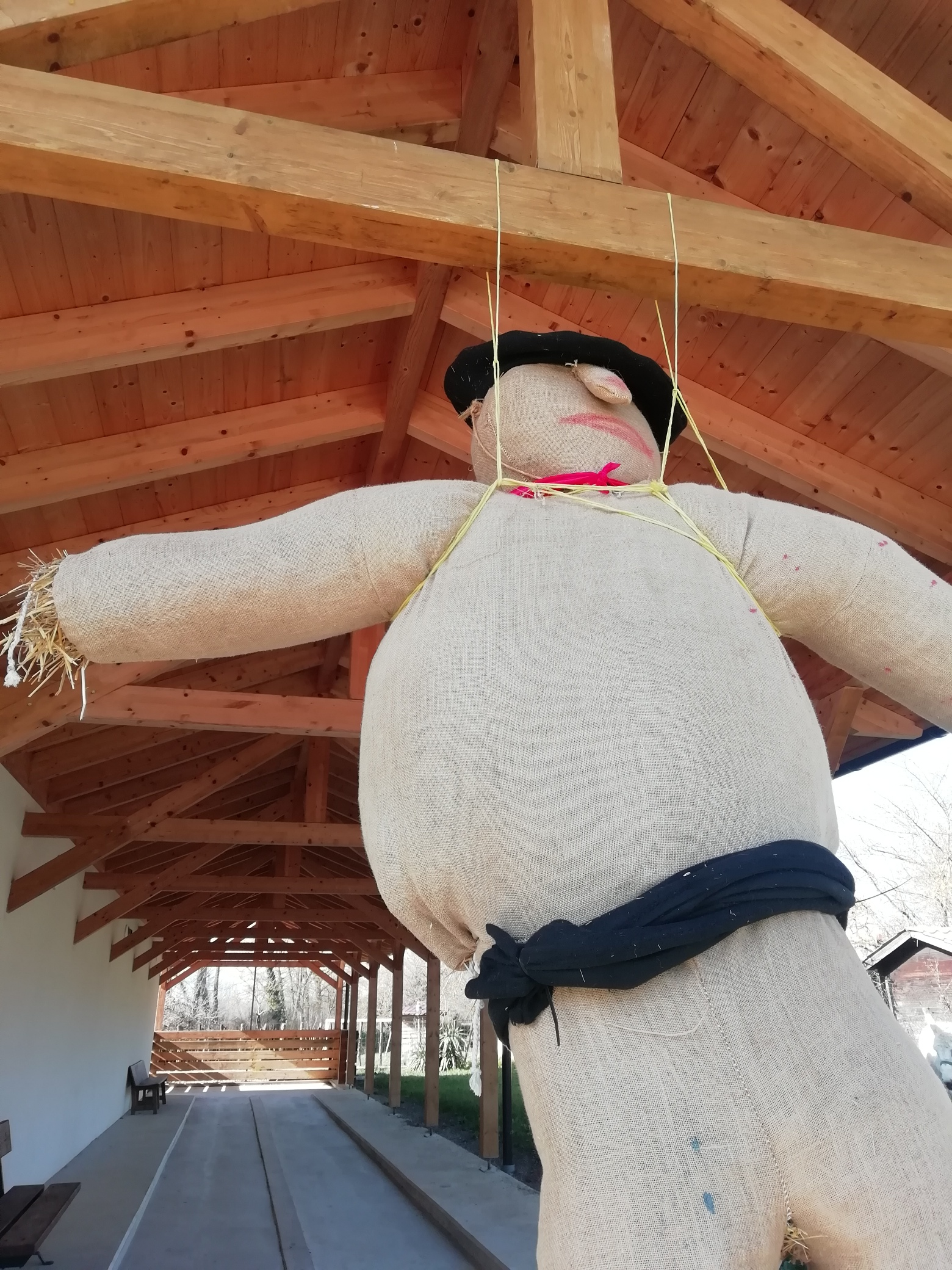
El Hombre de paja-Laztozko gizona.

El 'Hombre de paja', 'Laztozko gizona', no es un personaje vivo pero es el centro de todo el Carnaval. Es un gran muñeco hecho con sacos viejos y relleno de paja, Se prepara cada año con anterioridad al día de carnaval, por la vecindad. Basándose en la información recogida sobre los antiguos Carnavales.El hombre de paja representa todos los males sucedidos en la zona, por lo que, al finalizar el día, se le quemará después de achacarle los diversos problemas e infortunios de los habitantes de los tres pueblos, y en general. Es el momento más potente del día, con todos los participantes del carnaval bailando alrededor de la hoguera..
A  los personajes que se vestían en carnavales se les denomina indistintamente como «Porreros». Pero existen diversos personajes que representan los porreros, cada uno de ellos con sus detalles y elementos particulares.En cada una de las tres localidades se designa un Porrero mayor (Porrero nagusia) que toma el mando en la localidad correspondiente.

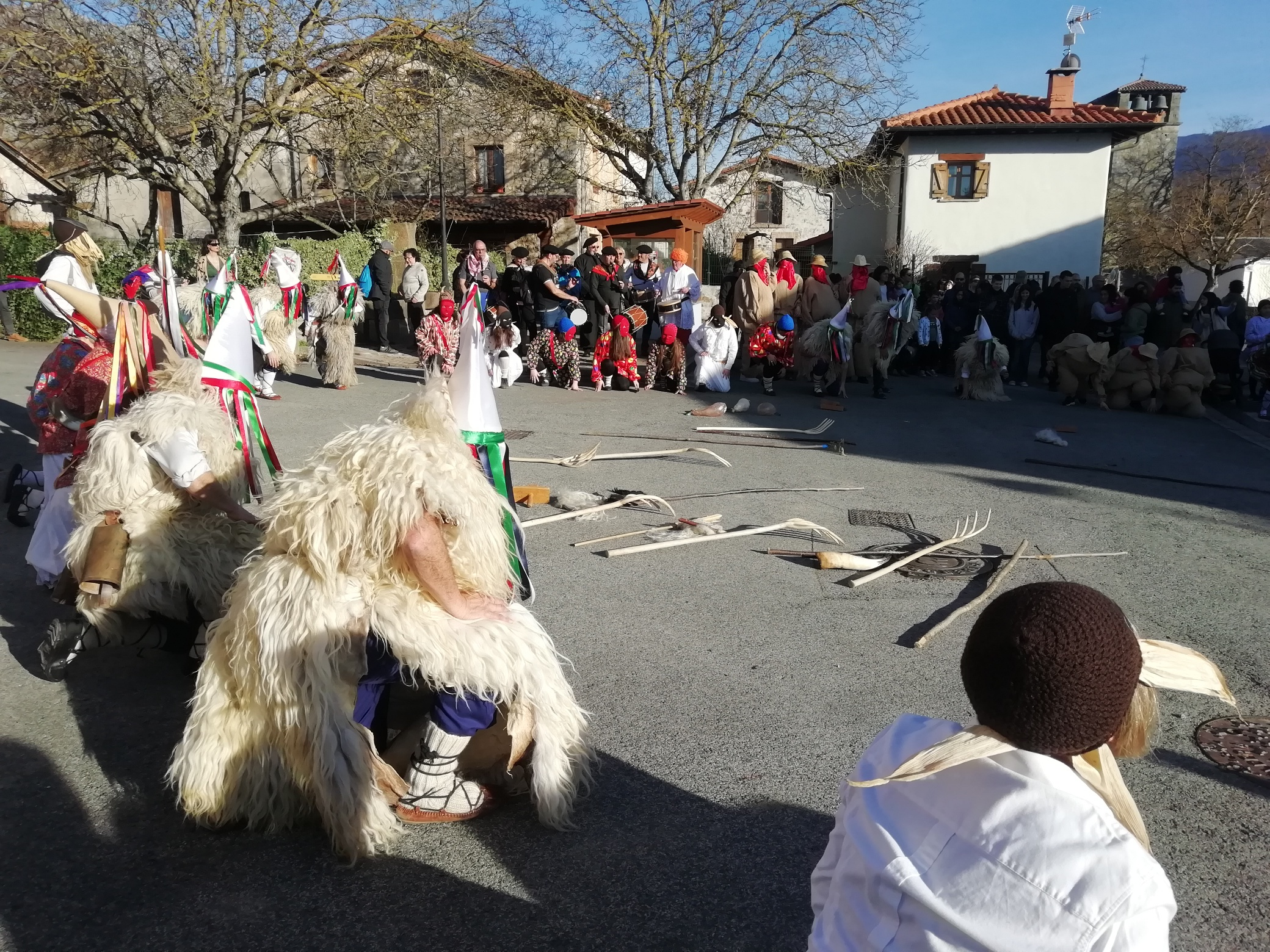
Danza de los Porreros.

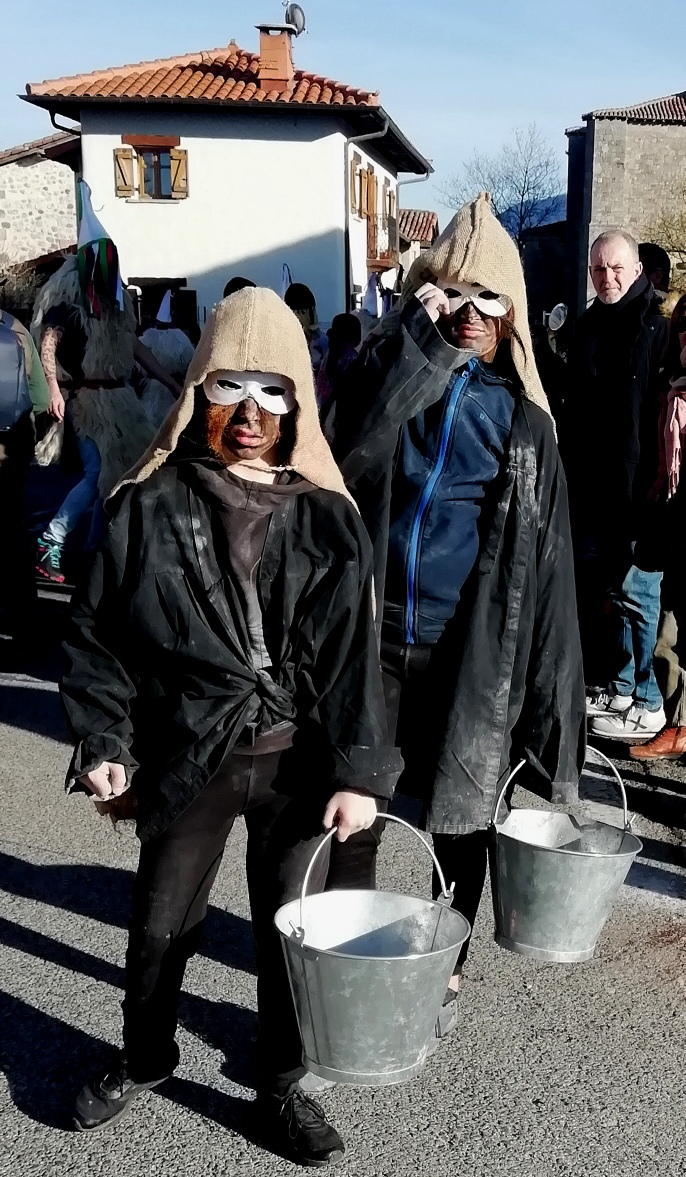
Ceniceros.

El atuendo de los porreros no es uniforme, sino muy rico en detalles, coincidiendo los distintos elementos, en su mayoría, utilizados en el trabajo rural. Hay porreros individuales y grupales. Los disfraces de los “Porreros” se elaboraron por las personas de los tres pueblos.
Las criaturas cantan a quienes se visten de «Porreros» cuando éstos les persiguen: «Porrero / saca las habas del puchero / saca una, saca dos, saca tres, saca cuatro, saca cinco… y echa un buen brinco!».
Cualquier persona puede asumir cualquier personaje. Los disfraces individuales son "Hojalatero", "Los novios", Quincallero", "La autoridad", "El cura", "El monaguillo", "El oso". Los disfraces grupales son: «Gordos», «Cubiertas», «Ceniceros», «Puntillas» y «Colores».

### Desarrollo
Se celebra el sábado anterior al jueves de Lardero. Las celebraciones se hacen en fin de semana (según el calendario acordado con la Asociación Arabako Herri Inauteriak Kultur Elkartea (AHIK) para todos los carnavales).En la organización y desarrollo del Carnaval, participan personas de las tres localidades, a quienes se les suman los visitantes.
El Carnaval comienza en Ilarduia con una alubiada con sacramentos para todos los porreros. se disfrazarán acto seguido para comenzar, a la voz de PORREROS lanzada por quien hace de porrero mayor de Ilarduia con la makila, la ronda por el pueblo. Las criaturas harán sus travesuras, habrá quien aproveche para algún pequeño robo... Los porreros se agruparán para realizar algunas danzas. Al ritmo de Asparraneko dantza, de Pinttu, la comitiva abandona Ilarduia para dirigirse a Egino. En el camino, los ceniceros se dedicarán a perseguir a los niños y 'regar' la carretera. A la altura del cementerio, una ligera parada de recuerdo y homenaje. El Hombre de Paja-Laztozko gizona se transporta en un burro.
A media distancia entre los dos pueblos se hace el intercambio de makila entre los porreros mayores de uno y otro pueblo. En Egino la ronda se realizará por todo el pueblo pidiendo en tres viviendas elegidas estratégicamente. Al hombre de paja se le pasará a un carro lleno de 'ulagas' tirado por dos personas disfrazadas de bueyes, en el que será  llevado a Andoin. La chocolatada y las torrijas ayudarán a reponer fuerzas. La sorgin dantza pondrá broche final al recorrido por Egino.

Es el momento del atardecer. Los porreros recogerán las antorchas. Parada a la altura del cementerio, recuerdo y homenaje. Algo más adelante, en la muga entre Egino y Andoin, se realizará el intercambio de makila para continuar en la oscuridad alumbrada por las antorchas hacia Andoin. En algún momento aparecerá un personaje de figura demoníaca, sangriento, que sembrará el terror y el asco entre la gente .
Ya en Andoin se realizará la ronda por todo el pueblo para acabar en la plaza, ya preparada para la quema del hombre de paja, empalado en el montón de ulagas. El cura, acompañado por los monaguillos, leerá el sermón en el que se acusa al Hombre de Paja de todos los males de la zona, condenándole a la hoguera. Las llamas prenderán su cuerpo de paja entre el jorgorio y las danzas de los porreros y  de toda la gente que se encuentra reunida. Una vez quemado el Hombre de Paja, se realizará una ronda de pintxos para, a continuación, juntarse para cenar.

## Costumbres
Como costumbres gastronómicas, está la alubiada de los porreros (Ilarduia), chocolatada y torrijas (Egino), y picoteo (Andoin).

## Reconocimientos
- Junto con otros 125 carnavales rurales que se organizan en distintas localidades de Álava fueron la primera manifestación cultural inmaterial registrada y catalogada por la Administración vasca en el año 2015.[8][9][10]